# Krzysztof Rak (historyk)
Krzysztof Grzegorz Rak (ur. 29 marca 1966) – polski historyk, urzędnik, publicysta, od 2016 do 2024 dyrektor Fundacji Współpracy Polsko-Niemieckiej.

## Życiorys
Ukończył studia filozoficzne na Uniwersytecie Warszawskim. Stypendysta Fundacji Konrada Adenauera. W 2019 r. uzyskał na Uniwersytecie Kardynała Stefana Wyszyńskiego w Warszawie stopień doktora nauk humanistycznych w dyscyplinie historia na podstawie napisanej pod kierunkiem Dariusza Makiłły dysertacji Polska w koncepcji polityki zagranicznej Adolfa Hitlera w latach 1933–39.
Bezpośrednio po ukończeniu studiów przez dwa lata wykładał w filii UW w Białymstoku. Następnie został zatrudniony w Biurze Bezpieczeństwa Narodowego w Kancelarii Lecha Wałęsy, gdzie zajmował się stosunkami polsko-niemieckimi (1992–1996). Po zakończeniu kadencji przez Wałęsę, Rak pracował w wydziale niemieckim Ministerstwa Spraw Zagranicznych (1996–1998) oraz w Kancelarii Prezesa Rady Ministrów (1998–2000). Następnie objął stanowisko rzecznika Polskiej Wytwórni Papierów Wartościowych. W 2006 r. został głównym specjalistą ds. współpracy z zagranicą w Agencji Informacji TVP, a od 2008 r. był szefem „Wiadomości”. W TVP pracował do 2009 r. Wykładał w także w Wyższej Szkole Dziennikarskiej im. Melchiora Wańkowicza w Warszawie. W latach 2006–2008 był członkiem zarządu Fundacji Współpracy Polsko-Niemieckiej (FWPN). Od 2016 do 2024 r. był dyrektorem zarządzającym FWPN.
Publikował bądź publikuje, m.in. w „Życiu”, „Wprost”, „Gazecie Wyborczej”, „Gazecie Polskiej”, „Naszym Dzienniku”, „Frankfurter Allgemeine Zeitung”, „Die Welt”, „Handelsblatt”, „Rzeczpospolitej”, „Nowej Konfederacji”, „Sieci” i Onet.pl.
Członek Prezydium Polskiej Unii Ofiar Nazizmu (od 2006) i zarządu Fundacji Ośrodek Analiz Strategicznych (od 2015).
Od 2024 roku, wspólnie z Grzegorzem Kucharczykiem, prowadzi na YouTube kanał Zagłada Polski, poświęcony tematyce Polski w okresie II wojny światowej

## Publikacje książkowe
- Krzysztof Rak: Polska – niespełniony sojusznik Hitlera. Warszawa: Bellona: Fundacja Historia i Kultura, 2019, s. 541. ISBN 978-83-11-15742-2.
- Krzysztof Rak: Piłsudski. Między Stalinem a Hitlerem. Warszawa: Bellona: Fundacja Historia i Kultura, 2021, s. 1021. ISBN 978-83-11-15836-8.
- Krzysztof Rak, Grzegorz Kucharczyk: Piekielni sąsiedzi. Jak Rosja i Niemcy dogadywały się kosztem Polski. Warszawa: Bellona, 2024, s. 448. ISBN 978-83-11-17405-4.